# Orkland
Orkland est une commune norvégienne située dans le comté de Trøndelag. Elle fait partie de la région de Fosen.

## Géographie
La commune s'étend sur 1 906,26 km2 dans l'ouest du comté. Son territoire orienté nord-sud est traversé sur environ 40 km par l'Orkla jusqu'à son embouchure dans la mer de Norvège. Le point culminant est le Resfjellet, au sud-ouest de la commune, avec une altitude de 1 162 m.
Environ 45 % de la population vit à Orkanger, le centre administratif de la commune, qui comprend également les villages de Å, Bjørnli, Fannrem, Geitastrand, Gjølme, Hoston, Ingdalen, Kjøra, Krokstadøra, Leksa, Lensvik, Løkken Verk, Meldal, Selbekken, Svorkmo, Storås, Thamshavn, Vassbygda, Vernes et Vormstad.

## Histoire
La commune est créée le 1er janvier 2020 par la fusion d'Agdenes, Orkdal, Meldal et d'une grande partie de Snillfjord.

## Politique et administration
La commune est dirigée par un conseil municipal de cinquante-et-un membres élus pour quatre ans.
| Période | Période  | Identité      | Étiquette | Qualité |
| ------- | -------- | ------------- | --------- | ------- |
| 2020    | En cours | Oddbjørn Bang | Centre    |         |